# Albert von Stade
Albert von Stade (* vor 1187?; † 9. Februar 1264) war ein Bremer Domherr und Abt, später Geschichtsschreiber. 1230 wurde er Prior und 1232 Abt des Benediktinerklosters Sankt Marien in Stade.

## Leben
Alberts Geburtsort und auch sein Geburtsjahr (möglicherweise 1187) sind nicht belegt. Seine Herkunft ist ebenfalls unklar, wenn auch aus sehr weitreichenden Interpretationen zweier Stellen in seiner Chronik die Schlussfolgerung gezogen wurde, er sei niederer Herkunft gewesen. Wie Karl Fiehn feststellte, ließen sich jedoch aus herablassenden Äußerungen über Bauern keine Schlüsse über seine Herkunft ziehen, zumal diese Äußerungen widersprüchlich seien. Bernd Ulrich Hucker kam zum Schluss, dass Albert mindestens Ministeriale gewesen sein müsse, denn ansonsten hätte er keinen Zugang zum Bremer Domkapitel gehabt. Der Nachweis einer Verwandtschaft mit einer der Bremer Familien ließ sich jedoch nicht erbringen.
Karl Fiehn nahm an, dass Alberts Klerikerlaufbahn im Kloster Ramelsloh bei Lüneburg begonnen habe. Einige Forscher vermuten, dass er 1206 als Diakon oder Propst im Kanonikerstift in Ramelsloh tätig war. Nach Hucker übernahm er 1206 zugleich mit der dortigen Probststelle die Domherrenstelle, denn er ist 1217 und 1232 als Bremer Kanoniker bezeugt. Heinz-Joachim Schulze widersprach Huckers Mutmaßung, Albert sei Prior und Benediktiner gewesen. Seiner Ansicht nach war er als Säkularkleriker, Domherr und Propst in einem Kollegiatstift Benediktiner geworden. Unter dem politischen Druck des Erzbischofs von Bremen Gerhard II. sei er zum Prior erhoben und zum Abt gewählt worden.
Als Abt folgte er Christoph von Stade im Amt, und er war kurzzeitig als Prior in der Benediktinerabtei St. Marien in Stade tätig. Zum Abt wurde er jedoch nicht vom zuständigen Erzbischof, sondern von dem Zisterziensermönch und päpstlichen Legaten für Livland, Balduin von Alna, geweiht. Er wiederum hatte kurz zuvor zusammen mit Albert – zu diesem Zeitpunkt noch Propst von Ramelsloh – die Gründungsurkunde des Zisterzienserklosters Lilienthal unterzeichnet. Damit war er in der Gesellschaft mehrerer Ministerialenfamilien, die in dieser Zeit ebenfalls Klöster gründeten, wie Midlum, Lilienthal, Hude und Uetersen.
Wegen der seiner Ansicht nach unzureichenden Zucht der Benediktiner im Stader Marienkloster – ein von Reformern häufig genutzter Vorwand oder Anlass – trat er dafür ein, die Regel der Zisterzienser einzuführen. Aus diesem Grund trat er nach eigenen Angaben 1236 die Reise nach Rom an, um von Papst Gregor IX. die dazu notwendige Zustimmung zu erbitten. Der Papst stimmte seinem Wunsch nach strengeren Sitten zu, jedoch legte er sich nicht auf die Umwandlung in ein Zisterzienserkloster fest. Erzbischof Gerhard II. erhielt in einem Brief das Recht, das Kloster in ein Zisterzienserkloster umzuwandeln, falls die strengeren Regeln nicht greifen würden. Zwar berief der Bischof eine Reformversammlung ein, wurde jedoch nicht weiter tätig. Dies hing damit zusammen, dass es Erzbischof Gerhard, der 1236 den Streit mit den Welfen beigelegt hatte, wohl nicht mehr nötig erschien, den ehemaligen Gegnern ihre Rechte an der Benediktinerabtei zu entziehen, indem er sie in ein Zisterzienserkloster umwandelte.
Damit stand der Abt mitten in den Auseinandersetzungen zwischen Kaiser Friedrich II. und dem Papst. Letzterer versuchte die jüngeren Orden zu nutzen, um seine Position im Kampf mit dem Kaiser zu stärken und sie zu propagandistischen Zwecken einzusetzen. Ein erheblicher Teil des Klerus, der ökonomisch von seinen Einnahmen abhängig war, wehrte sich vor allem gegen das Vordringen der Minderbrüder, die ab 1237 die Inquisition führten. Albert konnte sich daher in Stade nicht durchsetzen und auch der Erzbischof entzog ihm seine Unterstützung.
So wechselte er 1240 in das Minoritenkloster St. Johannis in Stade, das wohl auf sein Betreiben gegründet wurde. Es scheint, als sei er Franziskaner geworden, um seiner literarischen Tätigkeit nachgehen zu können, nachdem er als Reformer gescheitert war. Vielleicht wurde er auch von den Stader Vögten und dem Erzbischof dazu gezwungen. Ob er dort Alexander Minorita, der aus Alberts Chronik vielfach zitiert, kennen lernte, ist unklar. In jedem Fall nennt Albert ihn in seiner Chronik.
Im Hamburger Urkundenbuch erscheint er letztmals 1250. 1256 erfolgte sein letzter Eintrag in seine Chronik. Im Papstkatalog nennt er noch Papst Urban IV., so dass er auch 1264 noch gelebt haben könnte. Dies setzt aber voraus, dass diese Eintragung von Albert selbst stammt, und nicht von einem späteren Bearbeiter. Der Äbtekatalog verzeichnet mit dem 9. Februar lediglich seinen Todestag ohne Nennung des Jahres.

## Annales Stadenses
Bedeutsam ist Abt Albert vor allem durch seine 1204 begonnene Weltchronik Annales Stadenses, die bis in das Jahr 1256 reicht. Die Arbeit ist zwar weitgehend eine Kompilation ohne inneren Zusammenhang, doch gewinnt sie ihren Wert durch die Benutzung von Quellen, die heute verloren gegangen sind. Die eigenständigen Berichte sind von besonderem Wert.
In diesem Werk gibt es einen spielerischen Dialog zwischen zwei Klosterbrüdern über eine Reise nach Rom. In dem Dialog beschreibt Abt Albert seine Reise nach Rom in einer sehr genauen und ausführlichen Form, die wahrscheinlich als Wegweiser für damalige Wanderer gedacht war. Der Hinweg führte ihn über Bremen, Münster, Maastricht, Maubeuge, Reims, Troyes, Chalon, Lyon, Chambéry, Susa, Turin, Piacenza, Bologna, Florenz und Siena nach Rom. Auf dem Rückweg nach Stade folgte er der Via Romea über die Orte Arezzo, Meldola, Padua, Trient, Bozen, Brixen, Sterzing, Matrei, Innsbruck, Zirl, Mittenwald, Partenkirchen, Oberammergau, Schongau, Igling, Augsburg, Donauwörth, Marktoffingen, Dinkelsbühl, Rothenburg, Aub, Ochsenfurt, Würzburg, Schweinfurt, Münnerstadt, Bad Neustadt an der Saale, Meiningen, Schmalkalden, Gotha, Bad Langensalza,  Nordhausen, Hasselfelde, Wernigerode, Hornburg, Braunschweig, Rietze und Celle, dem direkten Pilgerweg von Rom zurück nach Stade.
In dem Werk findet sich die erste gesicherte Erwähnung einer Straße durch die Schöllenenschlucht und damit einer Passage des Gotthardpasses.
Beim Eintrag zum Jahr 1152 sind einige mathematische Denksportaufgaben eingefügt, darunter auch die erste schriftliche Erwähnung eines Umfüllrätsels.

## Werke
- Annales Stadenses (Edition: Monumenta Germaniae Historica Scriptores (in Folio) XVI; Digitalisat)
- Troilus, Versepos über den  Trojanischen Krieg (5314 Verse)
  - Ausgabe: Troilus / Albert von Stade. Mit Quellenapparat kritisch hrsg. von Thomas Gärtner (= Spolia Berolinensia. Band 27). Weidmann, Hildesheim 2007, ISBN 978-3-615-00337-6.